# Zsana
Zsana é um município da Hungria, situado no condado de Bács-Kiskun. Tem 87,94 km² de área e sua população em 2015 foi estimada em 731 habitantes.